# Mopsos (fill d'Àmpix)
Segons la mitologia grega, Mopsos (en grec Μόψος), va ser un endeví del poble dels làpites, fill d'Àmpix i de Cloris i net de Pèlias.
Va participar en la cacera del Senglar de Calidó, en la lluita entre làpites i centaures, entre els participants als jocs fúnebres celebrats en honor de Pèlias i en l'expedició dels argonautes, on va ser, després de la mort d'Ídmon, l'endeví oficial. Mopsos va donar el senyal favorable a la continuació del viatge després d'observar el vol dels ocells i d'extreure les sortes sagrades, que anunciaven "dolces esperances". Una tradició el fa morir a Líbia per la mossegada d'una serp, i per aquesta raó la seva tomba s'aixecava a la vora de la ciutat de Cirene. Però Estrabó cita la ciutat de Tessàlia Mopsion, anomenada així en honor de Mopsos. En altres tradicions, Mopsos participa en els Jocs Fúnebres celebrats pels argonautes en honor de Pèlias. Aquesta seria una història més antiga. Segons Pausànias, Mopsos està representat al famós cofre de Cípsel que es trobava a Olímpia, on se'l veu competint als Jocs Fúnebres amb Admetos.